# 후쿠오카현 제10구
후쿠오카현 제10구(福岡県 第10区)는 일본의 중의원 선거구이다. 1994년 공직선거법으로 신설되었다.

## 지역
- 기타큐슈시
  - 모지구
  - 고쿠라기타구
  - 고쿠라미나미구

## 역대 중의원 의원
- 지미 쇼지부로 (소속정당: 자유민주당, 임기: 1996년 ~ 2005년)
- 니시카와 교코 (소속정당: 자유민주당, 임기: 2005년 ~ 2009년)
- 키이 다카시 (소속정당: 민주당, 임기: 2009년 ~ 2012년)
- 야마모토 고조 (소속정당: 자유민주당, 임기: 2012년 ~ 현재)

## 같이 보기
- 일본 중의원 소선거구제 선거구 목록